# Luge aux Jeux olympiques de la jeunesse d'hiver de 2024
Navigation
2020 2028
Les épreuves de luge aux Jeux olympiques de la jeunesse d'hiver de 2024 ont lieu le 20 et 23 janvier 2024 au Centre de glisse d'Alpensia à Pyeongchang en Corée du Sud. C'est la même piste utilisée pour les Jeux olympiques d'hiver de 2018.

## Qualifications
Chaque comité peut s'engager sur chaque course avec une seule au maximum deux places (soit deux simple homme et femme, deux double homme et femme) soit 12 athlètes. Pour être éligibles, les participants doivent être nés entre le 1er janvier 2006 et le 31 décembre 2009. Le pays hôte est assuré d'un quota par épreuve.
Tous les athlètes doivent avoir participé à au moins trois courses de la Coupe continentale, de la Coupe du monde jeunesse A, de la Coupe du monde junior ou de la Coupe du monde de classe générale au cours des saisons pré-olympique (2022/2023) et olympique de la jeunesse (du 1er octobre 2023 au 10 décembre 2023).
Durant ces deux périodes de compétition, les athlètes ou duos doubles doivent avoir marqué au moins dix points de Coupe du Monde dans les courses de Coupe Continentale, de Coupe du Monde Jeunesse A, de Coupe du Monde Junior ou de Coupe du Monde dans les épreuves de Classe Générale. 
Le classement général de la Coupe du Monde Jeunes A 2023/2024 en simple par sexe, établi le 10 décembre 2023, classe les athlètes et les 19 premiers athlètes, avec une contrainte d'un athlète par pays, sont qualifiés. Si tous les quotas ne sont pas distribués, on reprend le même système pour qualifier un second athlète par pays.
Même process de qualification pour les doubles avec un nombre de quotas limité à 14 par sexe.
Pour participer à l'épreuve de relais, les CNOS doivent être en capacité d'aligner un simple masculin, un simple féminin et un double (masculin ou féminin)
| Simple masculin | Simple féminin | Double masculin | Double féminin                                                        |
| --- | --- | --- | --------------------------------------------------------------------- |
| Italie (2) Allemagne (2) Autriche (2) Lettonie Roumanie Slovaquie États-Unis Norvège Pologne Géorgie Slovénie Canada Chine Tchéquie Ukraine Pays-Bas Bulgarie Thaïlande Taipei chinois Corée du Sud | Allemagne (2) Autriche (2) Italie (2) Lettonie (2) Roumanie (2) États-Unis (2) Canada (2) Pologne (2) Ukraine (2) Chine Grande-Bretagne Slovaquie Nouvelle-Zélande Suède France Porto Rico Thaïlande Taipei chinois Irlande Corée du Sud (2) | Allemagne (2) Ukraine (2) Italie Lettonie Tchéquie Slovaquie Roumanie États-Unis Géorgie Autriche Pologne Corée du Sud | Allemagne (2) Autriche (2) Italie États-Unis Lettonie Pologne Ukraine |

## Résultats
| Épreuve         | Or                                                                                       | Or             | Argent                                                                                                  | Argent         | Bronze                                                                    | Bronze         |
| --------------- | ---------------------------------------------------------------------------------------- | -------------- | --- | -------------- | ------------------------------------------------------------------------- | -------------- |
| Garçons         |                                                                                          |                | |                |                                                                           |                |
| Simple masculin | Leon Haselrieder                                                                         | 1 min 32 s 356 | Paul Socher                                                                                             | 1 min 32 s 541 | Philipp Brunner                                                           | 1 min 33 s 241 |
| Double masculin | Italie- Philipp Brunner - Manuel Weissensteiner                                          | 1 min 34 s 283 | Lettonie- Jānis Gruzdulis-Borovojs - Ēdens Eduards Čepulis                                              | 1 min 34 s 630 | Allemagne- Louis Grünbeck - Maximilian Kührt                              | 1 min 35 s 076 |
| Filles          |                                                                                          |                | |                |                                                                           |                |
| Simple féminin  | Antonia Pietschmann                                                                      | 1 min 35 s 774 | Alexandra Oberstolz                                                                                     | 1 min 36 s 326 | Marie Riedl                                                               | 1 min 36 s 928 |
| Double féminin  | Italie- Alexandra Oberstolz - Katharina Sofie Kofler                                     | 1 min 36 s 471 | Autriche- Marie Riedl - Nina Lerch                                                                      | 1 min 37 s 141 | Autriche- Lina Riedl - Anna Lerch                                         | 1 min 37 s 378 |
| Mixte           |                                                                                          |                | |                |                                                                           |                |
| Relais          | Italie- Alexandra Oberstolz - Leon Haselrieder - Philipp Brunner - Manuel Weissensteiner | 2 min 29 s 470 | Lettonie- Margita Sirsniņa - Edvards Marts Markitāns - Jānis Gruzdulis-Borovojs - Ēdens Eduards Čepulis | 2 min 30 s 299 | Autriche- Marie Riedl - Paul Socher - Johannes Scharnagl - Moritz Schiegl | 2 min 30 s 421 |

## Tableau des médailles
| Rang  | Nation    | Or | Argent | Bronze | Total |
| ----- | --------- | -- | ------ | ------ | ----- |
| 1     | Italie    | 4  | 1      | 1      | 6     |
| 2     | Allemagne | 1  | 0      | 1      | 2     |
| 3     | Autriche  | 0  | 2      | 3      | 5     |
| 4     | Lettonie  | 0  | 2      | 0      | 2     |
| Total | Total     | 5  | 5      | 5      | 15    |